# Sangre de mayo
Pour plus de détails, voir Fiche technique et Distribution.
Sangre de mayo est un film espagnol réalisé par José Luis Garci, sorti en 2008.

## Synopsis
En 1808, Gabriel Araceli, un compositeur dans une imprimerie de Madrid, est amoureux d'Ines, une orpheline d'Aranjuez. Leur histoire croise le début de la guerre d'indépendance espagnole jusqu'au soulèvement du Dos de Mayo.

## Fiche technique
- Titre : Sangre de mayo
- Réalisation : José Luis Garci
- Scénario : José Luis Garci et Horacio Valcárcel d'après le roman de Benito Pérez Galdós
- Musique : Pablo Cervantes
- Photographie : Félix Monti
- Montage : José Luis Garci et Diego Garrido
- Production : Juan Carmona et Salvador Gómez Cuenca (producteurs délégués)
- Société de production : Nickel Odeón Dos et TeleMadrid
- Pays :  Espagne
- Genre : Historique
- Durée : 152 minutes
- Dates de sortie : 
  -  Espagne : 3 octobre 2008

## Distribution
- Quim Gutiérrez : Gabriel
- Paula Echevarría : Inés
- Manuel Galiana : Don Celestino
- Enrique Villén : Paco « El Chispas »
- Fernando Guillén : León Lobo Cordero
- Fernando Guillén Cuervo : l'imprimeur
- Tina Sáinz : Doña Restituta
- Natalia Millán : Anastasia
- Carlos Larrañaga : Isidoro Máiquez
- Lucía Jiménez : Plata
- Miguel Rellán : Mauro Requejo
- Francisco Algora : Comella, l'écrivain
- Víctor Anciones : Finito
- Juan Calot : Marqués
- Lia Chapman : Sirvienta de Anastasia
- Alfonso Delgado : Señor Burguillos
- María Kosty : Doña Pepita
- Ramón Langa : Juan de Mañara
- Ramón Lillo : Matías, le majordome
- Manuel Tejada : Godoy
- Fernando Prados : Joachim Murat
- Daniel Poza Arahuetes : le général français
- Miguel Rejas : le capitaine français
- Jorge Roelas : Lopito

## Distinctions
Le film a été nommé pour sept prix Goya.